# 别胸扁蚜属
别胸扁蚜属（学名：Allothoracaphis）为蚜科的一个属。.

## 物种
本属包括以下物种：
- 平阳虱蚜 Allothoracaphis piyananensis (R.Takahashi, 1935)，平胸奇胸蚜